# Меней (село)
Меней (каз. Меней) — село в районе Шал акына Северо-Казахстанской области Казахстана. Село входит в состав Приишимского сельского округа. Код КАТО — 595647400.

## Население
В 1999 году численность населения села составляла 223 человека (99 мужчин и 124 женщины). По данным переписи 2009 года, в селе проживало 168 человек (78 мужчин и 90 женщины).